# ألف ميلر
ألف ميلر (بالإنجليزية: Alf Miller)‏ (25 مارس 1917 ببورتسموث في المملكة المتحدة - 2 أغسطس 1999 ببورتسموث في المملكة المتحدة) هو لاعب كرة قدم بريطاني في مركز الوسط. لعب مع كولتشستر يونايتد ونادي بريستول روفيرز ونادي بليموث أرجايل ونادي بورتسموث ونادي ساوثبورت ونادي مارغيت ونادي ألدرشوت وRyde Sports F.C. ‏.